# Hartmut Ernst

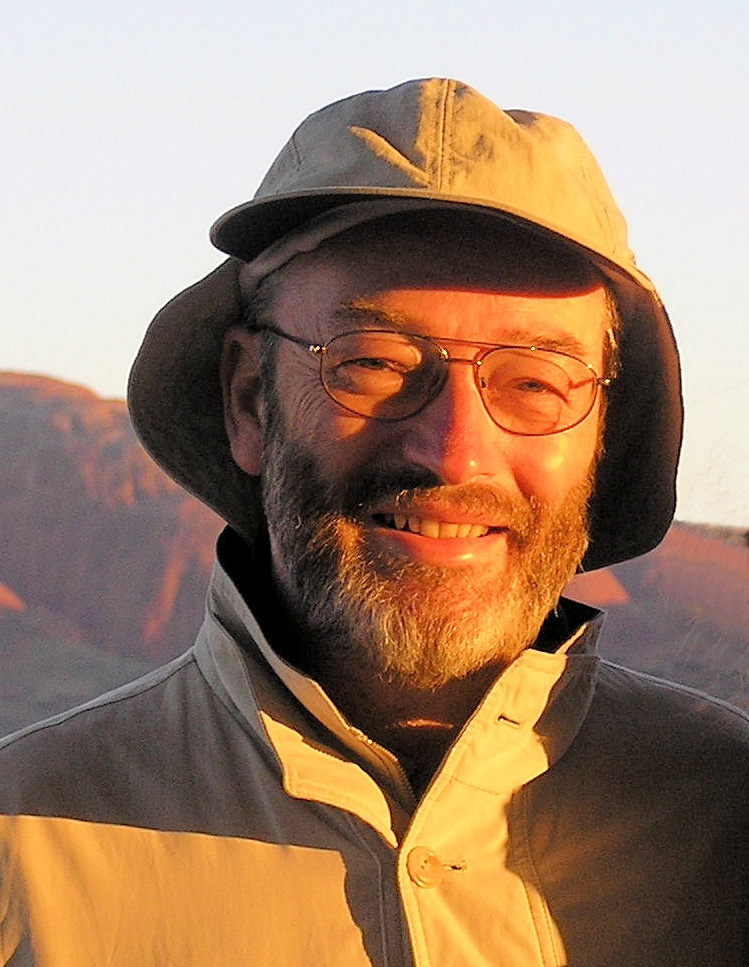
Hartmut Ernst (2009)

Hartmut Ernst (* 2. September 1949 in Bayreuth) ist ein deutscher Informatiker und Physiker, emeritierter Hochschullehrer sowie Unternehmer.

## Wirken
Ernst studierte von 1970 bis 1979 Physik an der Technischen Universität München und promovierte dort im Bereich nukleare Festkörperphysik. Im Anschluss forschte er an Teilchenbeschleunigern in Chicago, Jerusalem, Darmstadt und an der TU München. Danach war er bis 1986 als Entwicklungsleiter in einer Münchener Elektronik-Firma tätig. Er ist verheiratet und Vater zweier Kinder.
Von 1986 bis 2015 arbeitete er als Professor für technische Informatik an der Hochschule Rosenheim. Dort war er von 2000 bis 2006 Dekan der Fakultät für Informatik und von 2006 bis 2009 Vizepräsident der Hochschule.
Ernst gründete 1987 zusammen mit Jürgen Petzold die Firma vidisys GmbH. 2001 folgte die Gründung der Firma in-situ GmbH, die er bis 2015 als Alleininhaber und Geschäftsführer leitete. Im Jahr 2015 wurde die in-situ GmbH in die Indus Holding AG eingegliedert., Ernst hält jedoch noch Geschäftsanteile und ist als Berater tätig. Von 2005 bis zum Verkauf der Firma an einen Investor im Jahr 2014 war er außerdem Aufsichtsratsvorsitzender der Teracue AG.
Ernst ist Mitglied der Piratenpartei Deutschland. Bei der Bundestagswahl 2013 kandidierte er im Wahlkreis Rosenheim und erzielte 2,3 % der Wählerstimmen. Bei der Landtagswahl in Bayern 2018 kandidierte er im Stimmkreis Rosenheim-Ost für die Piraten und erhielt 0,6 % der Erststimmen. Bis 2012 war er zugleich Mitglied von Bündnis 90/Die Grünen.
Ernst ist Autor von über 60 Fachveröffentlichungen, darunter vier Fachbücher und 8 Patente.